# Dimokratiko Komma
Das Dimokratiko Komma (griechisch Δημοκρατικό Κόμμα, DIKO bzw. ΔΗ.ΚΟ, Demokratische Partei) ist eine zentristische und nationalistische Partei der Zyperngriechen in der Republik Zypern. Sie vertritt keine bestimmte Ideologie und positioniert sich in der Mitte des politischen Spektrums. Ihr Abgeordneter im Europäischen Parlament gehört der Fraktion der Progressiven Allianz der Sozialdemokraten (S&D) an. Der Sitz der Partei ist in Nikosia. Die Hochburgen der DIKO liegen im Bezirk Paphos im Südwesten der Insel.

## Geschichte
Die Demokratische Partei wurde im Mai 1976 vom ehemaligen zyprischen Außenminister Spyros Kyprianou gegründet. Sie ging beim Zerbrechen der Eniaion Komma („Vereinigte Partei“) aus dem Flügel hervor, der die blockfreie Außenpolitik des Erzbischofs und ersten zyprischen Präsidenten Makarios III. fortsetzen wollte. Der pro-westliche, d. h. USA- und NATO-freundliche Flügel um Glafkos Klerides gründete unterdessen die Dimokratikos Synagermos (DISY; Demokratische Sammlung). Ziel von Makarios und Kyprianou war es, in der DIKO diejenigen Kräfte der politischen Mitte und „progressiven Rechten“ zu versammeln, die den Putsch von 1974 abgelehnt und zu Makarios gestanden hatten. In der Absicht, Klerides’ DISY und die Sympathisanten des Putsches aus dem Parlament auszuschließen, ging DIKO zur Wahl im September 1976 ein Bündnis mit der kommunistischen AKEL und der sozialistischen EDEK ein. So gewannen die drei Parteien sämtliche der nach Mehrheitswahl vergebenen Sitze im Repräsentantenhaus, DIKO wurde mit 21 der 35 Sitze stärkste Kraft. Spyros Kyprianou wurde daraufhin zum Präsidenten des Repräsentantenhauses gewählt.

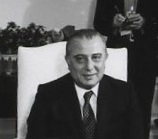
Spyros Kyprianou (1981), Parteigründer und langjähriger Vorsitzender

Nach dem Tod von Makarios III. im August 1977 wurde Kyprianou daher zunächst Interims-Staatsoberhaupt und dann auch neuer Staatspräsident. Er wurde 1978 mangels Gegenkandidaten ohne Wahl im Amt bestätigt und 1983 mit 56,5 Prozent im ersten Wahlgang wiedergewählt. Bei der Parlamentswahl 1981 fiel DIKO hingegen mit 19,5 Prozent und 8 Sitzen auf den dritten Platz hinter AKEL und DISY. Vier Jahre später steigerte sich die Demokratische Partei wieder auf 27,7 Prozent und 16 Sitze.
Bei der Präsidentschaftswahl 1988 schied der Amtsinhaber Kyprianou mit 27,3 Prozent der Stimmen als Drittplatzierter schon im ersten Wahlgang aus. Auch bei den folgenden Wahlen kam DIKO mit Stimmanteilen zwischen 14 und 20 Prozent regelmäßig auf den dritten Platz hinter der konservativen DISY und der kommunistischen AKEL. Bei der Präsidentschaftswahl 1998 unterstützte DIKO den parteilosen Diplomaten Georgios Iacovou.
Tassos Papadopoulos löste 2000 Kyprianou als Parteivorsitzenden ab. Er wurde 2003 mit 51,5 Prozent der Stimmen gleich im ersten Wahlgang zum Präsidenten der Republik Zypern gewählt. DIKO gehörte zu den entschiedenen Gegnern des Annan-Plans zur Wiedervereinigung Zyperns in Form einer Konföderation. Dieser wurde 2004 im Referendum von einer Mehrheit der Zyperngriechen abgelehnt. Bei der ersten Europawahl nach dem EU-Beitritt Zyperns erhielt DIKO 17,1 Prozent der Stimmen und einen der 6 zyprischen Sitze im Europäischen Parlament. Die DIKO gehört keiner der europäischen Parteifamilien an, ihr Abgeordneter Marios Matsakis schloss sich aber der liberalen ALDE-Fraktion an. Den Parteivorsitz gab Papadopoulos 2006 an Marios Karoyian ab. Bei der Präsidentschaftswahl 2008 kam Amtsinhaber Papadopoulos 31,8 Prozent überraschend nur auf den dritten Platz.
DIKO ist die drittgrößte Partei im Repräsentantenhaus und verfügt seit 2011 über 9 von insgesamt 56 Sitzen im Parlament. Seit der Europawahl 2009 ist DIKO in der sozialdemokratischen S&D-Fraktion vertreten. Nikolas Papadopoulos, der Sohn von Tassos Papadopoulos, übernahm 2013 den Parteivorsitz. Er war auch Präsidentschaftskandidat der DIKO bei der Wahl 2018 und kam mit 25,7 Prozent der Stimmen auf den dritten Platz. Ein Teil der Partei, geführt vom früheren Vorsitzenden Marios Karoyian, spaltete sich ab und gründete im Oktober 2018 eine neue Partei namens Dimokratiki Parataxi.

## Parteivorsitzende
- 1976–2000: Spyros Kyprianou
- 2000–2006: Tassos Papadopoulos
- 2006–2013: Marios Karoyian
- 2013–0000: Nikolas Papadopoulos

## Wahlergebnisse
| Jahr | Wahl                | Stimmen                 | %       | Sitze             |
| ---- | ------------------- | ----------------------- | ------- | ----------------- |
| 1976 | Parlamentswahl 1976 | 756.251 von 1.242.476 1 | 71,89 % | 21/35 von 34/35 1 |
| 1981 | Parlamentswahl 1981 | 56.749                  | 19,50 % | 8/35              |
| 1985 | Parlamentswahl 1985 | 88.322                  | 27,65 % | 16/56             |
| 1991 | Parlamentswahl 1991 | 66.867                  | 19,55 % | 11/56             |
| 1996 | Parlamentswahl 1996 | 60.726                  | 16,43 % | 10/56             |
| 2001 | Parlamentswahl 2001 | 60.977                  | 14,84 % | 9/56              |
| 2004 | Europawahl 2004     | 57.121                  | 17,09 % | 1/6               |
| 2006 | Parlamentswahl 2006 | 75.458                  | 17,92 % | 11/56             |
| 2009 | Europawahl 2009     | 37.625                  | 12,28 % | 1/6               |
| 2011 | Parlamentswahl 2011 | 63.763                  | 15,76 % | 9/56              |
| 2014 | Europawahl 2014     | 28.044                  | 10,83 % | 1/6               |
| 2016 | Parlamentswahl 2016 | 50.924                  | 14,49 % | 9/56              |
| 2019 | Europawahl 2019     | 29.715                  | 13,80 % | 1/6 von 1/6 2     |
| 2021 | Parlamentswahl 2021 | 40.395                  | 11,29 % | 9/56              |